# Kanton Gascogne-Auscitaine
Gascogne-Auscitaine is een kanton van het Franse departement Gers. Het kanton maakt deel uit van het arrondissement Auch.

In 2019 telde het 9.391 inwoners.

Het kanton werd gevormd ingevolge het decreet van 26 februari 2014 met uitwerking op 22 maart 2015, met Preignan als hoofdplaats.

## Gemeenten
Het kanton omvat volgende 22  gemeenten: 
- Antras
- Augnax
- Biran
- Bonas
- Castillon-Massas
- Castin
- Crastes
- Duran
- Jegun
- Lavardens
- Mérens
- Mirepoix
- Montaut-les-Créneaux
- Ordan-Larroque
- Peyrusse-Massas
- Preignan
- Puycasquier
- Roquefort
- Roquelaure
- Saint-Lary
- Sainte-Christie
- Tourrenquets